# 圍攻赫拉特 (652年)
圍攻赫拉特，是伊斯蘭對波斯的征服中的一個戰役，指揮官是阿拉伯人阿希納夫·伊本·凱伊斯。

## 背景
第二任哈里發歐麥爾（634-644 CE）發動了對薩珊波斯帝國的進攻，在642-651的戰爭中波斯幾乎所有地區被征服，但呼羅珊地區這仍然被薩珊王朝的忠誠支持者和他們的盟友嚈噠統治。
651年征服呼羅珊的使命是由阿卜杜拉·本·阿米爾分配阿希納夫·伊本·凱伊斯，阿卜杜拉在650年從法爾斯出發，而阿希納夫則向梅爾夫進軍。之後阿希納夫繼續推進至赫拉特，起初赫拉特人同意和平與支付吉茲亞稅。

## 戰鬥
在652，因赫拉特人叛亂阿希納夫被迫再次攻擊赫拉，之後再一次簽訂和平條約，然而赫拉特的統治者與眾多呼羅珊當地人再次反抗阿拉伯人，但再次在654年巴迪吉斯戰役被阿拉伯人擊敗。